# Gradiške Laze
Gradiške Laze so naselje v Občini Šmartno pri Litiji.Gradiške Laze ležijo na nadmorski višini 262 m in imajo 146 prebivalcev. Obcestno naselje leži na ravnem dnu doline Jablaniškega potoka, na njegovem desnem bregu, pod Gradiščem pri Litiji. Na pobočjih vzpetin so gozdovi, vzdolž Jablaniškega potoka je rodoviten svet z njivami in travniki, ki so skrbno obdelani. Nekaj vaščanov še vidi prihodnost v kmetijstvu; večina se ukvarja z živinorejo oz. pridelavo mleka. Razvito je tudi sadjarstvo. Zaposleni vaščani delajo v bližnjem Šmartnem pri Litiji, Litiji in Ljubljani.

## Zgodovina
Na začetku 19. stoletja so tu izdelovali ladje za prevažanje tovora po reki Savi. Gradiške Laze so poznane po tem, da so bile stičišče (križišče) vseh poti iz okoliških krajev in hribov. Ljudje so hodili tu v trgovino ali mimo na „šiht“. V vasi sta bili dve gostilni pr Antonovc in pr Verbič, že pred II. Svetovno vojno je bila v vasi tudi trgovina, ki se je ohranila do nekaj let nazaj.
Gradiške Laze krasi tudi kapelica, ki stoji na križišču vseh poti in pri kateri se je včasih tudi zbralo in zapelo, zgodil pa se je tudi kakšen zmenek.

## Zanimivosti

### Toplarji
Veličastne toplarje s petimi okni najdete pri Božičevih, Šuštarjevih, Dragarjevih, Miškarjevih Žagarjevih in pr‘ Pep,. Julija leta 1936 sta pogorela Dragarjev in Šuštarjev kozolec na en dan. Še isto leto so oba obnovili. Dragarjev kozolec je delal mojster „Pilpoh“ iz Velike Kostrevnice, Šuštarjev kozolec pa so izdelali mojstri in dolenjske. Večina lesa za kozolce je bila ročno tesana razen prečnih „rant“. Za obnovo kozolcev so veliko lesa darovali lastniki graščine Slatna, Windischgretz-i.